# جون بي ستيوارت
جون بي ستيوارت (بالإنجليزية: John P. Stewart)‏ هو مدرب كرة سلة أمريكي، ولد في 1 يونيو 1876 في بيغسفيل في الولايات المتحدة، وتوفي في 27 يناير 1922 في يورك في الولايات المتحدة.